# 鳥取県道167号由良停車場線
鳥取県道167号由良停車場線（とっとりけんどう167ごう ゆらていしゃじょうせん）は、鳥取県東伯郡北栄町を通る一般県道である。通称コナン通り。

## 概要
JR西日本山陰本線 由良駅から東伯郡北栄町由良宿の国道9号にいたる。起点のJR西日本山陰本線 由良駅から終点の道の駅大栄までの全長約1,500 mの間に、青山剛昌の代表作『名探偵コナン』のキャラクターを中心としたブロンズ像などの多数のオブジェが設置されている。

### 路線データ
鳥取県告示に基づく起終点および経過地は次のとおり。
- 起点：東伯郡北栄町由良宿（由良停車場：JR西日本山陰本線 由良駅）
- 終点：東伯郡北栄町由良宿（道の駅大栄交差点、国道9号交点、鳥取県道23号倉吉由良線終点）
- 総延長：1.5 km

## 歴史
本路線は、道路法（昭和27年法律第180号）第7条の規定に基づき、一般県道として1968年（昭和43年）に鳥取県が初回認定した路線の1つである。

### 年表
- 1968年（昭和33年）4月30日 - 鳥取県が一般県道49号由良停車場線として認定。起点は東伯郡由良町由良停車場、終点は一級国道9号接合点（東伯郡由良町）とする[3]。
- 2019年（令和元年）9月10日 - 鳥取県告示第233・235号により、東伯郡北栄町由良宿・北栄町役場大栄庁舎前交差点 - 終点間が鳥取県道23号倉吉由良線との重用区間となる[4][5]。

## 路線状況

### 通称
- コナン通り[1]

### 重複区間
- 鳥取県道320号羽合東伯線（東伯郡北栄町由良宿・由良駅前交差点 - 東伯郡北栄町由良宿・北栄町役場大栄庁舎前交差点）
- 鳥取県道23号倉吉由良線（東伯郡北栄町由良宿・北栄町役場大栄庁舎前交差点 - 東伯郡由良町由良宿・道の駅大栄交差点（終点））

### 道路施設

#### 橋梁
- コナン大橋（由良川、東伯郡北栄町、鳥取県道23号倉吉由良線重複区間内）

## 地理

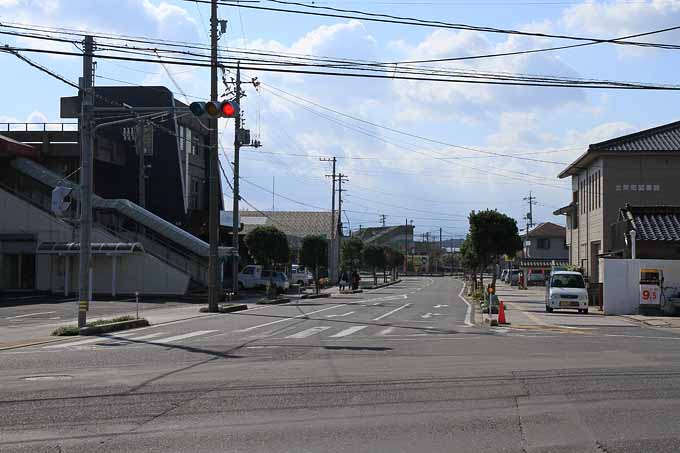
由良駅前交差点付近（2013年11月）

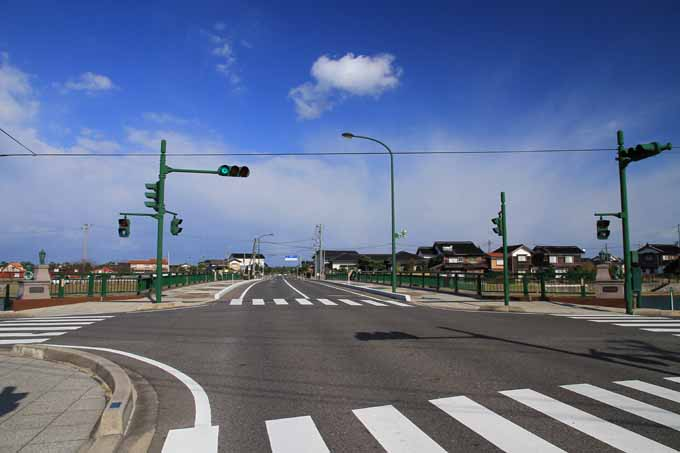
コナン大橋付近（2013年11月）

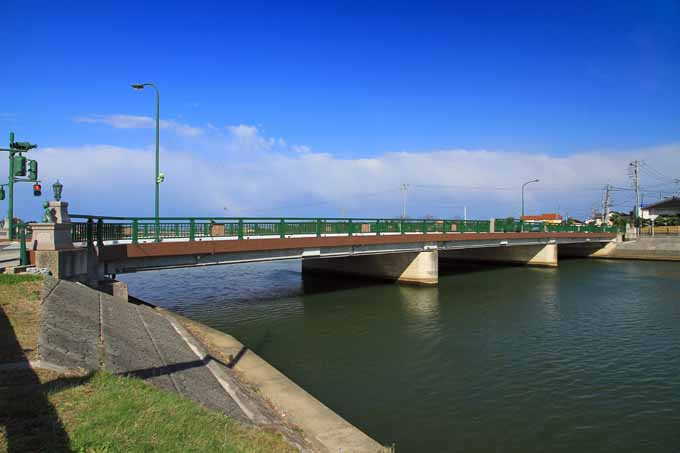
コナン大橋

| 沿線のコナン大橋には青山作品のオブジェが随所に設置されている。 |  | 沿線のコナン大橋には青山作品のオブジェが随所に設置されている。 |
| 沿線のコナン大橋には青山作品のオブジェが随所に設置されている。 |  |                                                                |

### 通過する自治体
- 鳥取県
  - 東伯郡北栄町

### 交差する道路
| 交差する道路                                                                     | 交差する場所 | 交差する場所               |
| -------------------------------------------------------------------------------- | ------------ | -------------------------- |
| 鳥取県道320号羽合東伯線 重複区間起点                                             | 由良宿       | 由良駅前交差点             |
| 鳥取県道23号倉吉由良線 重複区間起点 鳥取県道320号羽合東伯線 重複区間終点         | 由良宿       | 北栄町役場大栄庁舎前交差点 |
| 国道9号 鳥取県道23号倉吉由良線 重複区間終点 鳥取県道503号赤碕東郷自転車道線 重複 | 由良宿       | 道の駅大栄交差点 / 終点    |

### 沿線
- JR西日本山陰本線 由良駅
- 由良タクシー
- 北栄町立図書館
  - 北栄町観光案内所
- JA鳥取中央 大栄支所
- 由良郵便局
- 倉吉信用金庫 由良支店
- 鳥取銀行 大栄支店
- 北栄町役場 大栄庁舎
- 出会いの広場（旧、鳥取県自動車運転免許試験場）
- コナン通りポケットパーク
- 青山剛昌ふるさと館
- 道の駅大栄